# U.S. Route 37
U.S Route 37 var ett förslag på en nord-sydlig väg mellan 1934 och 1944. Vägen byggdes dock aldrig men man kan hitta den inritad på vissa kartor. US 37 skulle gått mellan städerna Sellersburg, Indiana och Chattanooga, Tennessee. 